# Représentation sémantique abstraite
 (juin 2020).
L'AMR (en français représentation sémantique abstraite) est un langage de représentation sémantique. Les graphiques AMR sont des graphiques acycliques ( DAG ) enracinés, étiquetés, dirigés, représentants des phrases entières. Ils sont destinés à s'éloigner du contenu syntaxique, en ce sens que les phrases de sens similaire doivent se voir attribuer le même AMR, même si elles ne sont pas formulées de manière identique. Par nature, le langage AMR est biaisé par l'anglais - elle n'est pas destinée à fonctionner comme une langue auxiliaire internationale. 

## Format AMR
“Le garçon veut partir” est représenté ainsi:
```
(w / want-01
 :arg0 (b / boy)
 :arg1 (g / go-01
  :arg0 b))

```

L'évènement verbal w, une instance de want-01 qui a pour acception "vouloir quelque chose".
Le sujet sémantique de w (variable "b") est arg0. L'objet de w est "g", une instance de go-01 qui a lui pour acception "partir". g a lui aussi un sujet sémantique : "b". 